# Rem (bælte)
 For alternative betydninger, se Rem. (Se også artikler, som begynder med Rem)
En rem er en strimmel af læder eller lignende - med en låse/spænde anordning i den ene ende.
Bruges til at fastgøre emner med.